# 竹田調整池堰
竹田調整池堰（たけたちょうせいちぜき）は、大分県竹田市の大野川にある九州電力の発電用の堰である。魚住堰堤とも呼ばれ、竹田ダム、魚住ダム等の通称でも呼ばれるが、堤高が15m未満であるため河川法上のダムには該当しない。

## 概説
1955年（昭和30年）5月完成。大野川と支流の玉来川との合流点の約500m下流に位置しており、この堰によって形成された人造湖の竹田調整池（魚住湖）が合流点の上流まで広がっている。堰の直下には昭和初期に日本百景のひとつにも数えられた魚住の滝があるが、この堰の完成によって、水量が減少するとともに、景観も大きく変化している。
本堰は、高さ4.15mの堰の上部に8門の洪水吐ゲートを設置した発電用の取水堰で、取水された用水は九州電力竹田発電所での水力発電に用いられる。

## 平成24年7月九州北部豪雨
2012年（平成24年）7月中旬の九州北部豪雨では、玉来川が氾濫して竹田市に広範な被害をもたらした。その一因として、竹田調整池堰によって上流部の水位が上昇したのではないかとの指摘があったが、後の検証では堰の影響は限定的だったとされた。また、竹田発電所が浸水して発電設備が冠水したため使用不能となり、復旧したのは約半年後の2013年（平成25年）1月30日であった。

## アクセス
大野竹田バス魚住停留所下車。